# Нино Киров
Нино Киров Иванов е български шахматист, международен майстор от 1971 г. и гросмайстор от 1975 г. Най-високият му ЕЛО рейтинг е 2505, достигнат през януари 1993 г.
През 1962 г. е републикански шампион за юноши. Киров е двукратен шампион на България по шахмат през 1973 и 1978 г. Участва на две шахматни олимпиади, където изиграва 17 партии (7 победи, 8 равенства и 2 загуби). Умира на 25 септември 2008 година.

## Турнирни резултати
- 1973 г. Чока, Сърбия – 1 място
- 1974 г. Поляница-Здруй, Полша - 2 място (Мемориал Акиба Рубинщайн)
- 1975 г. Вършац, Сърбия - 1-2 място (с Енвер Букич на „Бора Костич Мемориал“)
- 1976 г. Перник, България – 2-3 място
- 1977 г. Пазарджик, България – 2-3 място
- 1979 г. Бялисток, Полша – 1 място
- 1979 г. Солун, Гърция – 1 място
- 1980 г. Варшава, Полша – 1 място
- 1983 г. Храдец Кралове, Чехословакия – 1 място
- 1985 г. Потсдам, Германия – 2 място
- 1986 г. Плевен, България – 1 място
- 1986 г. Рим, Италия – 3 място

## Участия на шахматни олимпиади
| Година | Организатор | Отбор    | Класиране (отборно) | Дъска         |
| 1974   | Ница        | България | 4                   | Втора резерва |
| 1984   | Солун       | България | 9                   | Първа резерва |

## Участия на европейски отборни първенства
| Година | Организатор | Отбор    | Класиране (отборно) | Дъска    |
| 1977   | Москва      | България | 5                   | Пета     |
| 1980   | Скара       | България | 5                   | Четвърта |

## Участия на световни студентски първенства
| Година | Организатор | Отбор    | Класиране (отборно) | Дъска |
| 1972   | Грац        | България | 5                   | Първа |